# Endo Tomoya
Tomoya Endo (sinh ngày 30 tháng 4 năm 1974) là một cầu thủ bóng đá người Nhật Bản.

## Sự nghiệp câu lạc bộ
Tomoya Endo đã từng chơi cho Júbilo Iwata.